# 브리타 필립스

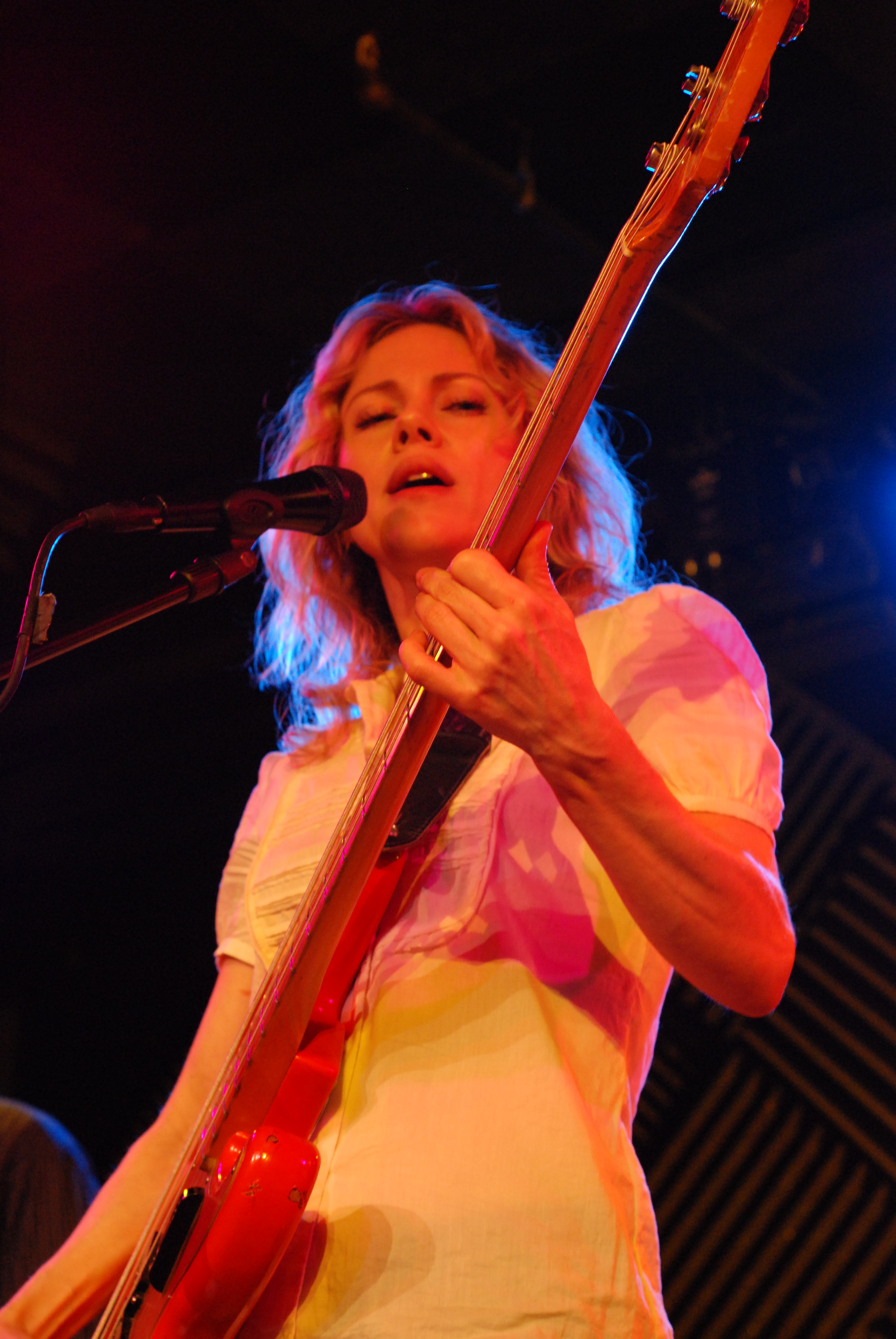

브리타 필립스(Britta Phillips, 1963년 6월 11일 ~ )는 미국의 배우, 가수, 작곡가, 텔레비전 배우, 작곡가 겸 작사가, 성우, 영화배우이다.

## 영화
- 젬 앤 더 홀로그램 (2015년)
- 미스트리스 아메리카 (2015년)
- 프라이스 체크 (2012년)
- 프란시스 하 (2012년) - 나디아 역
- 저스트 라이크 더 선 (2006년)
- 오징어와 고래 (2005년)
- 새티스팩션 (1988년)
- 환상의 가수 젬 (1985년) - 젬 목소리 역